# محمد هلال (لاعب كرة قدم مواليد 1997)
محمد هلال النعيمي (مواليد 11 فبراير 1997) لاعب كرة قدم إماراتي يجيد اللعب في الوسط.

## مسيرة اللاعب
تدرج في نادي الوحدة في الفئات السنية إلى أن وصل للفريق الأول في عام 2017 و أعير إلى نادي الإمارات مطلع عام 2019 و انتقل إلى نادي بني ياس في صيف 2019 و أعير إلى نادي خورفكان مطلع عام 2020 و لعب بعدها مع نادي حتا ونادي الحمرية.